# Попов Андрій Михайлович
Андрі́й Миха́йлович Попо́в — заслужений архітектор УРСР (1971).

## Короткий життєпис
1936 року закінчив Одеський інститут інженерів міського і комунального будівництва. Переважно працював в напрямі ландшафної архітектури.
Серед його робіт:
- будинок музичної школи ім. П. Столярського в Одесі, 1938,
- комплекс житлових будинків у Києві, 1947,
- Центральний парк культури і відпочинку в Києві, 1948—1950.

Є автором праць з питань благоустрою та озеленення міст й селищ УРСР.